# Ben Zwaal
Ben Zwaal (Vlaardingen, 1 januari 1944) is een Nederlandstalig dichter en theatermaker en -regisseur. Hij was acteur/regisseur/artistieke leider bij Bewegingstheater BEWTH, dat optrad in en bij architectonische bijzondere gebouwen in binnen- en buitenland tot de subsidie stopte. Hij debuteerde met een gedicht in 1980 in Raster en in 1984 met de dichtbundel fiere miniature.
Zwaal schreef meerdere korte gedichten, waarin geen woord te veel staat, volgens sommigen zelfs eerder wat woorden te weinig. Met slechts enkele woorden en een eigen stijl weet Zwaal veel beelden op te roepen.
Een thema dat vaak terugkeert in de poëzie van B. Zwaal is het water.

### 1. Reguliere dichtbundels
Hieronder staan de reguliere bundels, uitgegeven bij Querido en de Wereldbibliotheek te Amsterdam.
- fiere miniature (1984)
- bos in 't rot (1986)
- loofhut morelle (1988)
- dwang parasang (1990)
- delta methusalem (1993)
- dat vat (1996)
- zee bestookt (1999)
- een drifter (2004), in 2006 genomineerd voor de Ida Gerhardt-poëzieprijs.
- zouttong (2008), genomineerd voor de VSB poëzieprijs.
- oever drinkt oever (2013)
- zeesnede gedichten 1984-2019 (2019)

### 2. Niet-reguliere uitgaven
- Een hand grift (Woubrugge, 1982)
- beelden aan zee (Scheveningen, 1999)
- vers vee (Middelburg, Stichting Kunstuitleen Zeeland, 2004)
- amer (Ser J.L. Prop, 2011)
- wijde maas (Ser J.L. Prop, 2012)
- zilverbesmeten (druksel, 2022)

## Onderscheiding en nominaties
- De 4e Leo Herberghs poëzieprijs 2017.[4][5]
- Nominatie voor de Ida Gerhardt Poëzieprijs met een drifter.
- Nominatie voor de VSB Poëzieprijs met zouttong.

- Bibliothèque nationale de France: cb15053908v (data)
- Digitale Bibliotheek voor de Nederlandse Letteren: zwaa003
- Gemeinsame Normdatei: 1034113054
- International Standard Name Identifier: 0000 0000 0259 6945
- Library of Congress Control Number: no90000909
- Nederlandse Thesaurus van Auteursnamen: 071401830
- Système universitaire de documentation: 260323144
- Virtual International Authority File: 71680377
- WorldCat: E39PBJxWTHrWTw34Cxp7Fw3vpP